# Championnat d'Allemagne de football 1902-1903
Navigation
Meisterschaft
(Verbandsligen)
1903-1904
La saison 1902-1903 du Championnat d'Allemagne de football était la toute première édition de la première division allemande.
Six clubs participent à la compétition nationale, il s'agit des clubs champions de 6 régions d'Allemagne. Le championnat national est disputé sous forme de coupe à élimination directe. C'est le VfB Leipzig, champion de la région de Nordwestsachen, qui remporte la compétition et donc son premier titre de champion d'Allemagne.

## Les 6 clubs participants
(entre parenthèses, la région du club)
- Britannia Berlin (Berlin)
- Altonaer FC 1893 (Hambourg)
- Victoria Magdebourg (Mittelelbe)
- VfB Leipzig (Nordwestsachen)
- Karlsruher FV (Süddeutschland)
- Deutscher FC Prague (Prague) (club de Prague fondé par des Allemands)

## Compétition
La compétition a lieu sous forme de coupe, avec match simple. En cas de match nul, la rencontre est rejouée sur le terrain de l'équipe qui s'est déplacée lors du premier match.
|  | Quarts de finale    | Quarts de finale    | Quarts de finale      | Quarts de finale      |             |             | Demi-finales | Demi-finales | Demi-finales | Demi-finales |  |  | Finale      | Finale      | Finale      | Finale      |
|  |                     |                     |                       |                       |             |             |              |              |              |              |  |  |             |             |             |             |
|  | 10 mai 1903         | 10 mai 1903         | 10 mai 1903           | 10 mai 1903           |             |             | 17 mai 1903  | 17 mai 1903  | 17 mai 1903  | 17 mai 1903  |  |  | 31 mai 1903 | 31 mai 1903 | 31 mai 1903 | 31 mai 1903 |
|  | 10 mai 1903         | 10 mai 1903         | 10 mai 1903           | 10 mai 1903           |             |             | 17 mai 1903  | 17 mai 1903  | 17 mai 1903  | 17 mai 1903  |  |  | 31 mai 1903 | 31 mai 1903 | 31 mai 1903 | 31 mai 1903 |
|  | Britannia Berlin    | Britannia Berlin    | 1                     | 1                     |             |             | 17 mai 1903  | 17 mai 1903  | 17 mai 1903  | 17 mai 1903  |  |  | 31 mai 1903 | 31 mai 1903 | 31 mai 1903 | 31 mai 1903 |
|  | Britannia Berlin    | Britannia Berlin    | 1                     | 1                     |             |             | 17 mai 1903  | 17 mai 1903  | 17 mai 1903  | 17 mai 1903  |  |  | 31 mai 1903 | 31 mai 1903 | 31 mai 1903 | 31 mai 1903 |
|  | VfB Leipzig         | VfB Leipzig         | 3                     | 3                     |             |             | 17 mai 1903  | 17 mai 1903  | 17 mai 1903  | 17 mai 1903  |  |  | 31 mai 1903 | 31 mai 1903 | 31 mai 1903 | 31 mai 1903 |
|  | VfB Leipzig         | VfB Leipzig         | 3                     | 3                     | VfB Leipzig | VfB Leipzig | 6            | 6            |              |              |  |  | 31 mai 1903 | 31 mai 1903 | 31 mai 1903 | 31 mai 1903 |
|  | 3 mai 1903          |                     |                       |                       | VfB Leipzig | VfB Leipzig | 6            | 6            |              |              |  |  | 31 mai 1903 | 31 mai 1903 | 31 mai 1903 | 31 mai 1903 |
|  |                     |                     | Altonaer FC 1893      | Altonaer FC 1893      | 3           | 3           |              |              |              |              |  |  | 31 mai 1903 | 31 mai 1903 | 31 mai 1903 | 31 mai 1903 |
|  | Altonaer FC 1893    | Altonaer FC 1893    | Altonaer FC 1893      | Altonaer FC 1893      | 3           | 3           | 8            | 8            |              |              |  |  | 31 mai 1903 | 31 mai 1903 | 31 mai 1903 | 31 mai 1903 |
|  | Altonaer FC 1893    | Altonaer FC 1893    | 17 mai 1903           |                       |             |             | 8            | 8            |              |              |  |  | 31 mai 1903 | 31 mai 1903 | 31 mai 1903 | 31 mai 1903 |
|  | Victoria Magdebourg | Victoria Magdebourg | 1                     | 1                     |             |             |              |              |              |              |  |  | 31 mai 1903 | 31 mai 1903 | 31 mai 1903 | 31 mai 1903 |
|  | Victoria Magdebourg | Victoria Magdebourg | 1                     | 1                     | VfB Leipzig | VfB Leipzig | 7            | 7            |              |              |  |  |             |             |             |             |
|  | 3 mai 1903          |                     |                       |                       | VfB Leipzig | VfB Leipzig | 7            | 7            |              |              |  |  |             |             |             |             |
|  |                     |                     | DFC Prague            | DFC Prague            | 2           | 2           |              |              |              |              |  |  |             |             |             |             |
|  | DFC Prague          | DFC Prague          | DFC Prague            | DFC Prague            | 2           | 2           | -            | -            |              |              |  |  |             |             |             |             |
|  | DFC Prague          | DFC Prague          |                       |                       |             |             |              |              |              |              |  |  |             |             |             |             |
|  | Karlsruher FV       | Karlsruher FV       | -                     | -                     |             |             |              |              |              |              |  |  |             |             |             |             |
|  | Karlsruher FV       | Karlsruher FV       | -                     | -                     | DFC Prague  | DFC Prague  | -            | -            |              |              |  |  |             |             |             |             |
|  |                     |                     |                       |                       | DFC Prague  | DFC Prague  | -            | -            |              |              |  |  |             |             |             |             |
|  |                     |                     | Karlsruher FV forfait | Karlsruher FV forfait | -           | -           |              |              |              |              |  |  |             |             |             |             |
|  |                     |                     |                       |                       | -           | -           |              |              |              |              |  |  |             |             |             |             |
|  |                     |                     |                       |                       |             |             |              |              |              |              |  |  |             |             |             |             |
|  |                     |                     |                       |                       |             |             |              |              |              |              |  |  |             |             |             |             |
|  |                     |                     |                       |                       |             |             |              |              |              |              |  |  |             |             |             |             |
|  |                     |                     |                       |                       |             |             |              |              |              |              |  |  |             |             |             |             |

La DFB avait prévu que le quart de finale opposant le DFC Prague et le Karlsruher FV se jouerait à Munich, mais le club pragois a déposé une plainte officielle, estimant que les recettes seraient plus importantes si le match se jouait à Prague, tandis que son adversaire a protesté contre le déplacement à Prague. En raison de contraintes temporelles, le match a été annulé et les deux équipes sont qualifiées pour les demi-finales.
La demi-finale opposant ces deux mêmes équipes devait avoir lieu à Leipzig, mais Karlsruhe a reçu un télégramme, soi-disant envoyé par la DFB, les informants du report du match. L'équipe ne s'est jamais rendu à Leipzig, et a donc été disqualifiée.

## Bilan de la saison
| Tableau d'Honneur                   |             |
| Compétition                         | Vainqueur   |
| Championnat d'Allemagne de football | VfB Leipzig |